# Liman d'Akhtanizovskaïa
Le liman d'Akhtanizovskaïa (en russe Ахтанизовский лиман,  Akhtanizovski liman) est un liman de Russie situé en bordure de la mer d'Azov au nord. Il se trouve dans la péninsule de Taman, entouré d'autres limans, de Kiziltach, de Kourtchanskaïa, de Starotitarovskaïa, Tsokour, de Vitiazevo, ainsi que la baie de Taman. La ville d'Akhtanizovskaïa se trouve sur son rivage.